# Psathyropus rufoscuta
Psathyropus rufoscuta is een hooiwagen uit de familie Sclerosomatidae.